# 캐럴라인 레아
캐럴라인 레이(Caroline Rhea, 영어 발음: /ˈreɪ/, 1964년 4월 13일 ~ )는 캐나다의 배우이다.

## 출연 작품
- 크리스마스에 기적이 찾아온다면 (2018)
- 어 베리 소디드 웨딩 (2017)
- 피니와 퍼브 무비: 2차원을 넘어서 (2011)
- 러브 앤 댄싱 (2009)
- 패스트 걸 (2008)
- 피니와 퍼브 (2007)
- 잭과 코디, 우리집은 호텔 스위트 룸 (2005)
- 퍼펙트 맨 (2005)
- 도전! FAT 제로 (2004)
- 크리스마스 건너뛰기 (2004)
- 디 아더 사이드 (2001)
- 레디 투 럼블 (2000)
- 맨 온 더 문 (1999)
- 더 샷 (1996)
- 더 데일리 쇼 위드 존 스튜어트 (1996)
- 사브리나 - TV 시리즈 (1996)
- 더 드류 캐리 쇼 (1995)
- 미트볼 3 (1987)